# Império do Mar do Norte
O Império do Mar do Norte, ou Império Anglo-Nórdico, é o nome geralmente dado aos reinos governados por Canuto, o Grande como rei da Inglaterra, Dinamarca, Noruega e partes do que hoje é a Suécia, entre 1016 e 1035. Também pode ser chamado, mais especificamente, de Império Anglo-Escandinávico.

## Formação

### Inglaterra
Canuto era o filho mais novo do rei dinamarquês Sueno Barba Bifurcada. Quando seu pai morreu em 3 de fevereiro de 1014 durante uma invasão da Inglaterra, Canuto, que foi deixado no comando da frota no rio Trent, enquanto seu pai estava no sul da Inglaterra, foi aclamado pelos danos. No entanto, a invasão se desfez: os guerreiros do Reino de Lindsey, que tinham prometido fornecer cavalos para um ataque tático, não ficaram prontos antes que os nobres ingleses coroassem o Rei Etelredo, a quem tinham anteriormente enviado para o exílio, depois de forçá-lo a concordar em governar com menos severidade.
Seu irmão Haroldo tornou-se rei da Dinamarca, mas com a ajuda de Érico da Noruega, Canuto ergueu uma nova frota de invasão de sua própria e voltou à Inglaterra no verão de 1015. Os ingleses ficaram divididos por intrigas entre os filhos do rei, e outros nobres; dentro de quatro meses um dos filhos de Etelredo havia prometido fidelidade à corte e controlava Wessex, o coração histórico do reino. Antes que a batalha decisiva por Londres pudesse ter início, o rei inglês morreu em 23 de abril de 1016. Os londrinos escolheram seu filho Edmundo como o novo governante, enquanto a maioria dos nobres se conheceram em Southampton e juraram fidelidade a Canuto. O rei dinamarquês bloqueou a capital inglesa, mas foi forçado a deixá-la para reabastecer seus suprimentos e foi vencido por Edmundo na batalha de Otford; no entanto, seguindo os danos enquanto invadiram em Essex, o rei inglês por sua vez foi derrotado na batalha de Assandun. Ele e Canuto assinaram um acordo pelo qual o inglês sustentaria Wessex e o rei dos dinamarqueses governaria toda Inglaterra ao norte do rio Tâmisa. Mas em 30 de novembro de 1016, Edmundo, por sua vez morreu, deixando Canuto rei da Inglaterra.
No verão 1017, consolidou seu poder ao casar-se com a viúva de Etelredo, Ema, embora tivesse casado anteriormente com uma nobre inglesa, Elgifu de Northampton. Em 1018 pagou sua armada (com dinheiro, especialmente dos cidadãos de Londres) e foi totalmente reconhecido como rei da Inglaterra.

### Dinamarca

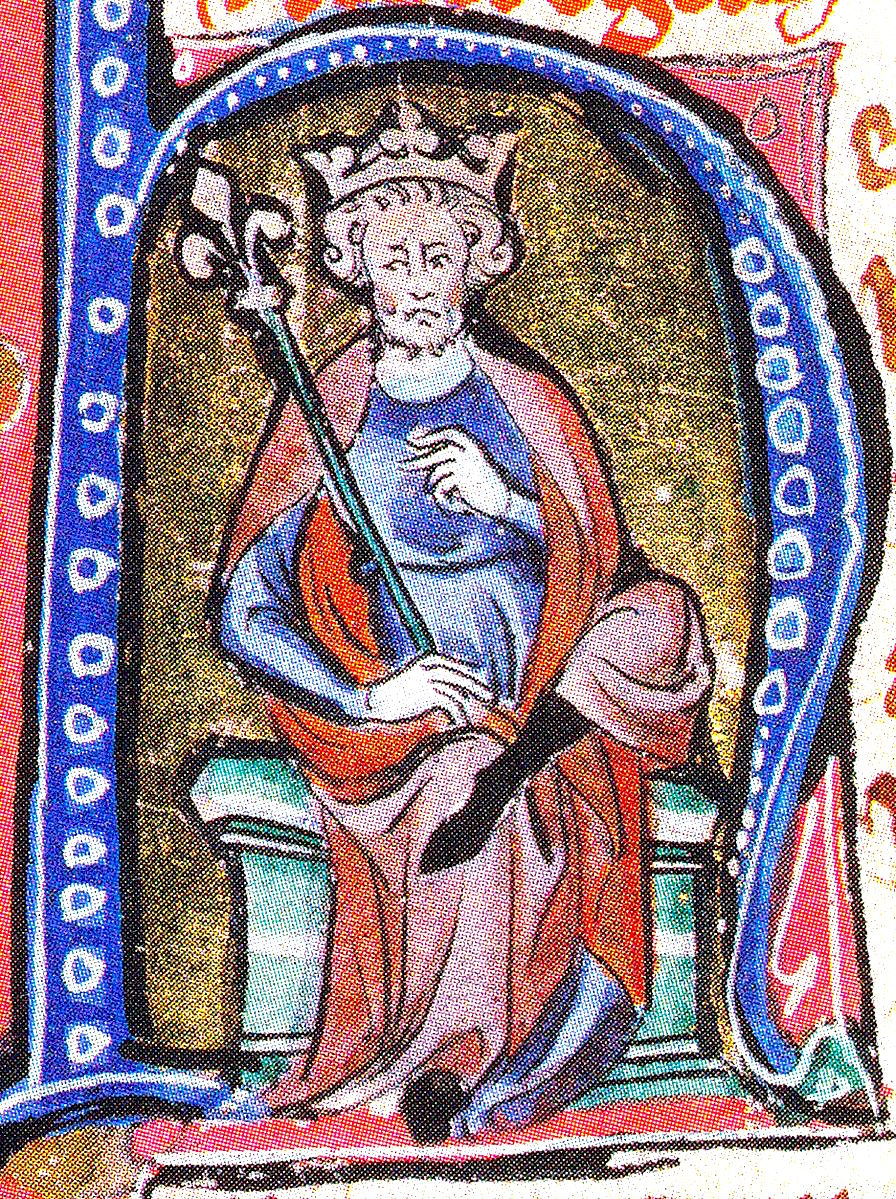
Canuto, o Grande

O rei Haroldo morreu sem filhos em 1018 ou 1019, deixando o país sem um governante. Canuto era herdeiro de seu irmão e foi à Dinamarca em 1019 para reivindicá-la. Lá, enviou aos seus súditos na Inglaterra uma carta dizendo que estava no exterior para evitar um "perigo" não especificado, e só voltou para sufocar rebeliões incipientes. Uma crônica dinamarquesa afirma que os danos já tinham deposto seu antigo rei em favor de Canuto, depois trouxeram Haroldo de volta por faltas frequentes de Canuto, até este, finalmente, tornar-se rei de forma permanente após a morte de seu irmão.
Os reis Olavo da Noruega e Anundo Jacó da Suécia, vendo o reino anglo-dinamarquês combinado como uma ameaça — o pai de Canuto afirmou poder sobre ambos os respectivos países — aproveitaram-se de o rei estar na Inglaterra para atacar a Dinamarca em 1025 ou 1026, e juntaram-se a Ulfo, o Conde, regente e irmão do governante dinamarquês. Canuto tomou a frota de Olavo de surpresa e levou o confronto da frota sueca na batalha do Helgeå. O resultado preciso é disputado, mas o dinamarquês se saiu melhor; Olavo fugiu e a ameaça à Dinamarca foi dissipada.
Em 1027, Canuto viajou para Roma, em parte para expiar seus pecados por ter matado o conde Ulfo no Natal anterior e, até certo ponto, assistir à coroação de Conrado II como Imperador do Sacro Império Romano e demonstrar a sua importância como governante. Assegurou a flexibilização das peagens cobradas aos peregrinos viajando a Roma do Norte da Europa, e sobre taxas papais para arcebispos ingleses receberem seu pálio; também começou uma relação com Conrado que levou o filho deste, Henrique, o Negro, a casar-se com sua filha, Gunhilda, e antes o Imperador cessaria à Dinamarca Eslésvico e uma faixa do antigo território dinamarquês entre Hedeby e o Eider, que os alemães tinham ocupado como uma zona tampão contra os danos.

### Noruega
Olavo II tinha estendido seu poder em toda a Noruega, enquanto o conde Érico estava com Canuto na Inglaterra. Sua inimizade com o dinamarquês ampliou-se posteriormente: Etelredo tinha retornado à Inglaterra em uma frota fornecida pelo rei norueguês. Em 1024 Canuto tinha oferecido deixar Olavo governar a Noruega como seu vassalo; mas depois de Helgeå, ele começou a minar o seu governo impopular com subornos, e em 1028 partiu com 50 navios para subjugar a Noruega. Um grande contingente de navios dinamarqueses se juntou a ele, e Olavo retirou-se para a Fiorde de Oslo, enquanto Canuto navegou ao longo da costa, desembarcando em vários pontos e recebendo juramentos de lealdade dos chefes locais. Finalmente, em Nidaros, atual Trondheim, foi aclamado rei no Eyrathing, e em poucos meses Olavo fugiu para a Suécia.
Em 1030, Olavo tentou retornar, mas as pessoas da região de Trondheim não queriam que voltasse e ele foi derrotado e morto na batalha de Stiklestad.

### Suécia
Após Helgeå, Canuto também afirmou governar "parte da Suécia", juntamente com a Inglaterra, Dinamarca e Noruega. Tinha moedas cunhadas tanto na capital, Sigtuna, ou em Lund, então parte da Dinamarca, com a inscrição CNVT REX SW ("Canuto, Rei dos Suecos"). As regiões ocidentais de Gotalândia ou Blecíngia foram sugeridas. A maioria das pedras rúnicas da Inglaterra estão na Uplândia. Foi provavelmente um governo contestado ou de suserania; Canuto não tinha que estar presente na Suécia para ordenar a cunhagem de moedas, que também foram cunhadas afirmando que governou a Irlanda, e a história sueca, nesta fase inicial é muito incerta.

### Áreas tributárias

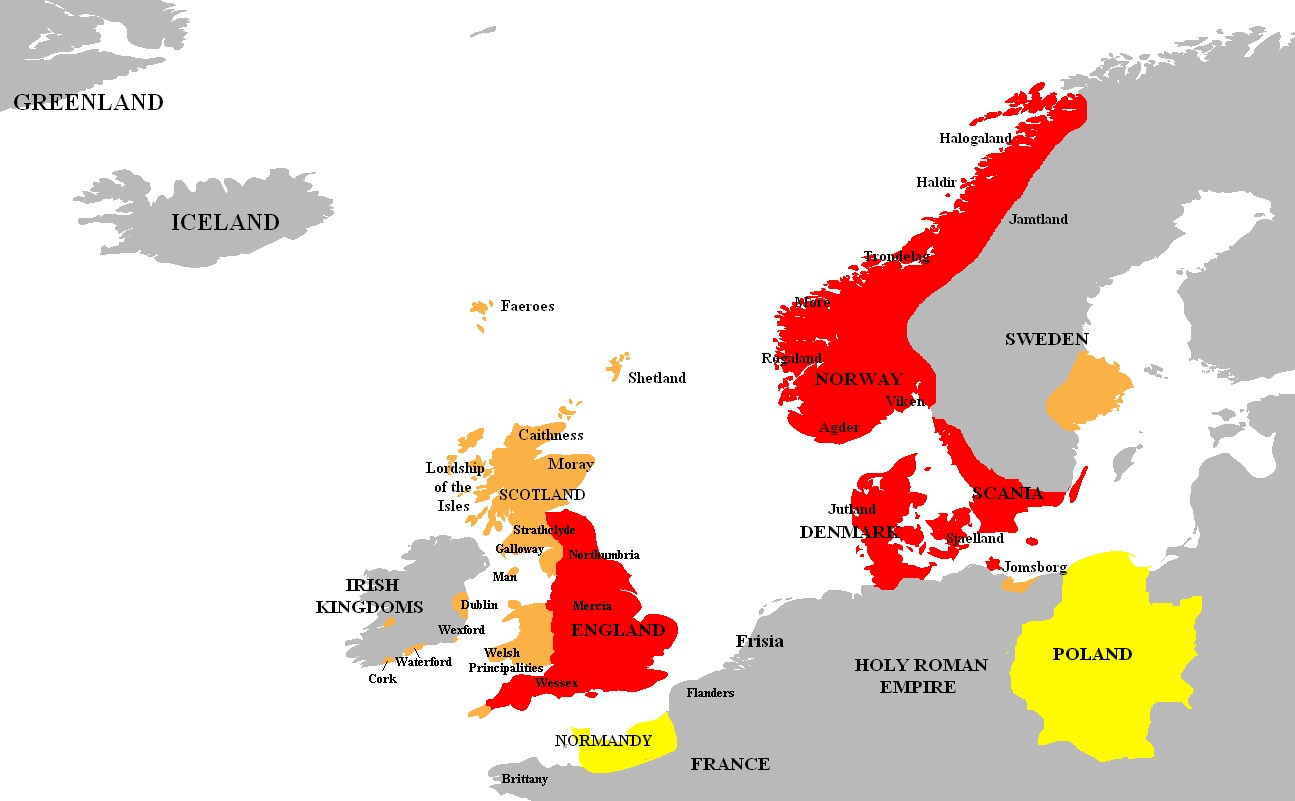
O Império do Mar do Norte e suas regiões tributárias. Países onde Canuto era rei em vermelho; estados vassalos em laranja; outros Estados aliados em amarelo

Além da Suécia, da qual ele ou a pessoa que escreveu o título à sua carta afirmando que era rei, Canuto recebeu homenagem dos vendos e aliou-se com os polacos; em 1022, juntamente com Goduíno e Ulfo, tomou uma frota ao leste no Báltico para confirmar a sua suserania das áreas costeiras que os reis dinamarqueses dominaram em Jomsburgo.
Imediatamente após o seu regresso de Roma, conduziu um exército para a Escócia e fez vassalos de Malcolm, o Grande Rei da Escócia, e dois outros reis, um dos quais, Echmarcach mac Ragnaill, era um rei do mar cujas terras incluíam Galloway e a Ilha de Man e se tornaria rei de Dublin, em 1036. Todos estes, e provavelmente também os galeses, pagaram imposto no modelo da danigeldo ("tributo dinamarquês"), que Etelredo instituiu para pagar os dinamarqueses; assim Canuto foi reafirmando o domínio sobre os reinos celtas que os recentes reis ingleses tinham deixado cair, bem como punir aqueles que tinham apoiado Olavo contra ele. Um verso do escaldo islandês Óttarr svarti o chama de "rei dos danos, irlandeses, ingleses e islandeses"; presumivelmente, a Noruega é omitida porque ele ainda não tinha a conquistado.

## Religião
Até o início do século XI, a Inglaterra tinha sido cristã por séculos; a Danelaw estava em transição do paganismo para o cristianismo, mas os países escandinavos ainda eram predominantemente pagãos. Sueno Barba Bifurcada tinha sido inicialmente pagão, mas em idade avançada tornou-se basicamente um cristão. Na Inglaterra, Canuto assiduamente promoveu os interesses da igreja, e isso o levou a aceitação dos governantes cristãos da Europa, o que nenhum outro rei escandinavo tinha sido previamente concedido. Na Noruega, por outro lado, construiu igrejas e era ao mesmo tempo respeitoso e generoso com o clero, mas também fez aliados dos chefes pagãos, e ao contrário de Olavo, não faz leis que beneficiaram a igreja até que seu poder tivesse uma base sólida.

## Governança

Os condados da Inglaterra c. 1025

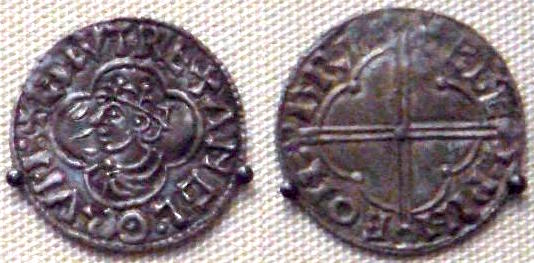
Moeda de Canuto, o Grande

Quando o século XI começou sua quarta década, Canuto era, com a única exceção do Imperador, o governante mais imponente na cristandade latina ... [Ele] era senhor de quatro reinos importantes e o suserano de outros reinos. Embora tecnicamente Canuto foi contado entre os reis, esta posição entre os seus companheiros monarcas era verdadeiramente imperial. Aparentemente, tinha em suas mãos o destino de duas grandes regiões: as Ilhas Britânicas e a península escandinava. Sua frota quase controlou dois mares importantes, o do Norte e o Báltico. Ele construiu um império.
No início de 1017, provavelmente por ser rei por direito de conquista e não mais por meios normais, Canuto dividiu a Inglaterra em 4 condados no modelo escandinavo: Wessex ele governou diretamente, e de seus aliados Thorkell, o Alto tornou-se Conde da Ânglia Oriental, Érico da Noruega reteve a Nortúmbria, que o rei já tinha lhe dado, e Eadrico Streona se tornou Conde de Mércia. Mas o último caiu em desgraça e foi executado dentro de um ano. Em 1018 Canuto reviveu pelo menos dois condados em Wessex e em uma reunião na Universidade de Oxford, seus seguidores e representantes ingleses concordaram que iria governar segundo as leis do Rei Edgar.
O historiador anglo-saxão Frank Stenton aponta que a Crônica Anglo-Saxônica tem relativamente pouco a dizer sobre o reinado de Canuto exceto observar suas frequentes viagens ao exterior, indicando que mantinha um forte controle da Inglaterra. Thorkell provavelmente atuou como seu regente em suas ausências, até que tiveram uma briga e ele foi banido em 1021. Os termos de sua reconciliação na Dinamarca em 1023, com uma troca de filhos para perfilhação e Thorkell tornando-se seu regente na Dinamarca, sugerem que tinha ganhado do rei com uma força armada.
No entanto, foi deixado para outro dos conde de Canuto, Sivardo, proteger seu condado de Nortúmbria, consolidando o poder inglês na Escócia; em sua morte em 1055 ele, e não o rei, era senhor de todo o território que o Reino de Strathclyde tinha anexado no início do século anterior.
Os danos tiveram mais motivos para reclamar as ausências de Canuto do que os ingleses; reinou principalmente da Inglaterra, deixando regentes responsáveis na Dinamarca. Substituiu Thorkell como seu conselheiro principal na Inglaterra por Goduíno, um inglês que foi feito conde de Wessex, em dentro de três anos de sua reconciliação também tinha sido substituído como regente da Dinamarca, por Ulfo, marido da irmã de Canuto, a quem o rei também fez tutor de seu filho com Ema, Hardacanuto. Ulfo, por sua vez, provou ser menos leal, primeiro conspirando contra ele com os reis da Suécia e da Noruega, em seguida, fazendo um jogo de poder por ter os nobres jurando lealdade a Hardacanuto (assim efetivamente a ele); Canuto voltou à Dinamarca no Natal de 1026, ordenou seus housecarls a matá-lo, e assim foi feito na Igreja da Trindade em Roskilde. Até o final de sua vida, ele tinha inteiramente substituído o círculo interno escandinavo que o aconselhou com os ingleses.
Na Noruega, o rei ficou para o novo ano e deixou o filho do conde Érico, Haquino, responsável como seu regente (serviu Sueno Barba Bifurcada na mesma capacidade), mas ele se afogou no inverno seguinte. Como seu substituto, Canuto enviou Sueno, seu filho com Elgifu e, portanto, conhecido como "Sueno, filho de Elgifu", na Noruega — junto com sua mãe como guardiã. Eles foram atrasados no sul da Noruega, enquanto o retorno de Olavo foi rejeitado, mas se tornou ainda mais impopular do que tinha sido. Elgifu tentou impor novos impostos e controles mais estritos sobre um povo que valorizava a sua independência e, especialmente, se ressentiam que os novos costumes eram dinamarqueses.
Canuto também preparou para entregar a Dinamarca a um de seus filhos: ao tomar o poder na Noruega, organizou uma grande corte em Nidaros e proclamou Hardacanuto, seu filho com Ema, rei da Dinamarca. Como argumenta Stenton, através da nomeação de diferentes filhos como seus herdeiros em diferentes países, ele demonstrou que não tinha "a intenção deliberada de fundar um império do norte ... [que] permaneceria unido depois de sua morte." Pode ter sido simplesmente o costume de seu povo. Em todo o caso, ficou claro durante o reinado de Canuto que a fraqueza de seu império estava na impossibilidade de encontrar regentes leais e competentes para governar quando não pôde estar presente. E seus filhos não poderiam mantê-lo juntos.

## Após a morte de Canuto
O Império do Mar do Norte entrou em colapso imediatamente após a morte de Canuto em 1035. Na verdade, na Noruega ela já estava ruindo: no inverno de 1033, Sueno e Elgifu eram tão impopulares que foram forçados a deixar Trondheim. Em 1034 o líder do exército que tinha rechaçado e morto o rei Olavo em Stiklestad foi juntamente com um dos fiéis seguidores do rei trazer seu jovem filho Magno de volta de Garðaríki para governar, e no outono do ano seguinte, algumas semanas antes da morte de Canuto, Sueno e sua mãe tiveram que fugir do país por completo e ir para a Dinamarca. Sueno morreu pouco depois.
Na Dinamarca, Hardacanuto já estava governando como rei, mas foi incapaz de sair durante três anos por causa da ameaça de Magno da Noruega invadir para se vingar. Entretanto, os nobres ingleses, divididos entre ele e o filho mais novo de Canuto com Elgifu, Haroldo Pé de Lebre, decidiram pactuar tendo Haroldo governando como regente, e até o final de 1037 sua mãe tinha persuadido o mais importante para jurar fidelidade ao novo governante. Ele estava firmemente garantido como Haroldo I, e a própria mãe do rei dos danos, a rainha Ema, foi forçada a refugiar-se no Flandres.
Hardacanuto preparou uma frota de invasão para arrancar a Inglaterra de seu meio-irmão, mas ele morreu em 1040 antes que esta pudesse ser usada. O governante dos danos em seguida, tornou-se rei da Inglaterra, reunindo-a com a Dinamarca, mas fez uma má impressão geral como rei. A Crônica Anglo-Saxônica cita que nunca fez nada real durante todo o seu reinado. Ele morreu repentinamente em junho de 1042, "enquanto estava bebendo" numa festa de casamento, e consigo morreu o Império do Mar do Norte.